# Ludford Magna
Ludford Magna var en civil parish fram till 1936 då den blev en del av Ludford, i grevskapet Lincolnshire, i England. Civil parish var belägen 12 km från Louth och hade 192 invånare år 1931.